# 保戸野八丁
保戸野八丁（ほどのはっちょう）は秋田県秋田市にある町。郵便番号は010-0903。住居表示実施済み地区。
本項では、保戸野八丁の前身であり1966年（昭和41年）4月1日に廃止された保戸野八丁新町上丁（ほどのはっちょうしんまちかみちょう）・保戸野八丁新町下丁（ほどのはっちょうしんまちしもちょう）についても記述する。

## 地理
秋田市の中央部、保戸野地域の中では北部に位置する。ほぼ全域が住宅地で、特に北部は新興住宅街である。保戸野金砂町の秋田県立秋田工業高等学校の裏手に当たり、秋田県道233号土崎港秋田線と工業高校に挟まれて北端へ向け細長く延びる町域になっている。
東は保戸野金砂町、南東は旭川を挟んで千秋中島町、南は秋田市道を挟んで保戸野中町、南西は秋田市道・県道233号を挟んで保戸野原の町、北西は県道233号を挟んで泉南三丁目・保戸野桜町に隣接する。北端では僅かに5m程度だが、奥羽本線を挟んで泉馬場とも接している。

### 河川
- 旭川

## 歴史
久保田城下で小禄の家臣や小人が居住した保戸野八丁新町上丁・下丁と、近郊農村である泉村の一部などを前身とする。宝暦9年（1759年）の城下町絵図では下丁が「天徳寺街道新町」と書かれ、享和3年（1803年）の『出羽国郡村仮名附帳』でも「天徳寺街道新町」の記載がある。万延元年（1860年）の『佐竹藩士禄附町附覚』では八丁新町となっていることから、この間の改称と推定されている。天徳寺街道沿いで隣接した泉村の小字である八丁から名を取ったもので、天徳寺から8町（約872m）の意であるという。下丁は保戸野袋小路とも呼ばれた。
久保田藩士の橋本秀実が書いた『八丁夜話』は、秀実が保戸野八丁新町下丁に住んだことに由来するが、屋敷の場所は判っていない。

### 沿革
- 1795年（寛政7年） - 泉村字八丁に秋田郡の八丁御役屋が設置される[4]。
- 1966年（昭和41年）4月1日 - 住居表示実施に伴い、保戸野八丁新町上丁・下丁が廃止され、保戸野八丁が設置される。

### 町名の変遷
以下はすべて住居表示実施に伴う変更。
| 実施前             | 実施年月日     | 実施後（各町ともその一部）  |
| ------------------ | -------------- | --------------------------- |
| 保戸野八丁新町上丁 | 昭和41年4月1日 | 保戸野八丁 ほどのはっちょう |
| 保戸野八丁新町下丁 | 昭和41年4月1日 | 保戸野八丁 ほどのはっちょう |

| 実施後     | 実施年月日      | 実施前                                                |
| ---------- | --------------- | ----------------------------------------------------- |
| 保戸野八丁 | 平成11年10月1日 | 泉字下ノ町（一部） いずみ あざしたのまち              |
| 保戸野八丁 | 昭和41年4月1日  | 泉字反町（一部） いずみ あざたんまち                  |
| 保戸野八丁 | 昭和41年4月1日  | 泉字新堰（一部） いずみ あざにいぜき                  |
| 保戸野八丁 | 昭和41年4月1日  | 泉字八丁（一部） いずみ あざはっちょう                |
| 保戸野八丁 | 昭和41年4月1日  | 保戸野字原ノ町（一部） ほどの あざはらのまち          |
| 保戸野八丁 | 昭和41年4月1日  | 保戸野愛宕町（一部） ほどのあたごまち                 |
| 保戸野八丁 | 昭和41年4月1日  | 保戸野金砂町（一部） ほどのかなさまち                 |
| 保戸野八丁 | 昭和41年4月1日  | 保戸野八丁新町上丁 ほどのはっちょうしんまちかみちょう |
| 保戸野八丁 | 昭和41年4月1日  | 保戸野八丁新町下丁 ほどのはっちょうしんまちしもちょう |

## 世帯数と人口
2016年（平成28年）10月1日現在の世帯数と人口は以下の通りである。
| 町丁       | 世帯数  | 人口  |
| ---------- | ------- | ----- |
| 保戸野八丁 | 413世帯 | 800人 |

## 交通

### 鉄道
町内に鉄道路線はない。最寄り駅は中通七丁目にあるJR東日本奥羽本線・羽越本線・秋田新幹線の秋田駅。

### バス
- 秋田中央交通
  - （40 泉山王環状線） - 保戸野八丁 -
  - （46 神田旭野線） - 保戸野八丁 -
  - （48 神田土崎線） - 保戸野八丁 -
  - （49 添川線） - 保戸野八丁 -

また、南端の保戸野新橋付近を楢山大回り線が通過する。

### 道路
- 秋田県道233号土崎港秋田線（原の町通り）
- 保戸野新橋

## 施設
- 保戸野八丁反町会館
- 保戸野八丁街区公園
- みつば保育園
- ほどの薬局

## 著名出身者
- 町田忠治 (政治家)
- 土方巽 (舞踏家)